# ناحیه اکو، میشیگان
ناحیه اکو (به انگلیسی: Echo Township) یک منطقهٔ مسکونی در ایالات متحده آمریکا است که در شهرستان انتریم، میشیگان واقع شده‌است.
 ناحیه اکو ۹۱٫۶ کیلومتر مربع مساحت و ۸۷۷ نفر جمعیت دارد و ۲۹۳ متر بالاتر از سطح دریا واقع شده‌است.